# 蕗蕨
蕗蕨（学名：Hymenophyllum badium）为膜蕨科膜蕨属下的一个种。